# 'ANANKE
'ANANKE - Quadrimestrale di cultura, storia e tecniche della conservazione per il progetto è una rivista specialistica quadrimestrale di Architettura, dedicata in particolare al restauro e alla conservazione.
Fondata dal professor Marco Dezzi Bardeschi, fa riferimento al Dipartimento di Progettazione dell'Architettura del Politecnico di Milano.
Rivolge la propria attenzione ai progetti di restauro architettonico e al rapporto tra nuovi progetti di architettura e cultura della conservazione.
Dopo la scomparsa di Dezzi Bardeschi nel 2018 la rivista è diretta dal suo allievo Pierluigi Panza.